# BDO World Darts Championship
De World Professional Darts Championship was een jaarlijks terugkerend dartstoernooi, dat werd gezien als een officieus wereldkampioenschap darts. Het toernooi werd georganiseerd door de in september 2020 opgeheven British Darts Organisation (BDO) en was de tegenhanger van het door de PDC georganiseerde wereldkampioenschap, het World Darts Championship.
Het toernooi bestond sinds 1978 en werd in de eerste helft van januari gespeeld. Het verliep volgens een knock-outsysteem, waarbij de winnaar steeds doorging naar de volgende ronde. Sinds 2001 was er naast het toernooi voor mannen ook een toernooi voor vrouwen.
Na het faillissement van de British Darts Organisation kondigde de WDF in september 2020 plannen aan om het WDF World Darts Championship te lanceren. Onder deze naam keerde het toernooi in april 2022 terug.

## Geschiedenis
In 1992 stichtte een groep destijds ontevreden darters na een conflict met de BDO een andere dartsorganisatie, de Professional Darts Corporation. Deze organisatie besloot vanaf 1994 haar eigen officieuze wereldkampioenschap te organiseren.
Eerder werd het World Professional Darts Championship gespeeld onder de naam The Embassy, de toenmalige sponsor. Deze naam werd overigens alleen door SBS6 gebruikt. De BBC gebruikte de naam World Professional Darts Championship voor het toernooi. Nadat Embassy het toernooi niet meer mocht sponsoren nam de club, waar het toernooi werd gehouden, deze taken over. Het toernooi werd tot 2019 de Lakeside genoemd, omdat het van 1986 tot 2019 werd gespeeld in de Lakeside Country Club te Frimley Green in Surrey. In 2020 werd het toernooi in de O2-Arena in Londen gespeeld. Hiermee kwam de naam Lakeside te vervallen en werd het toernooi de BDO World Darts Championships genoemd.
De meeste titels werden gewonnen door Eric Bristow, hij won het toernooi vijf keer. In totaal werd het herentoernooi zes keer door een Nederlander gewonnen; vier keer door Raymond van Barneveld, een keer door Jelle Klaasen en ook een keer door Christian Kist.
Het is slechts een keer voorgekomen in de geschiedenis van het toernooi dat er een 9-darter werd gegooid. Dit werd gepresteerd door de Singaporees Paul Lim (destijds uitkomend voor de Verenigde Staten) in het toernooi van 1990. Tegen de Ier Jack McKenna gooide hij, in de tweede ronde, op de snelst mogelijke manier een leg van 501 punten uit, door na twee 180'ers, 141 te finishen met triple (= 3x) 20, triple 19 en vervolgens dubbel (= 2x) 12.

## Finales Mannen
| Jaar | Winnaar (gemiddelde in finale) | T    | Sets          | Runner-up (gemiddelde in finale) | Sponsors              | Prijzenpot | Prijzenpot | Prijzenpot | Plaats                                      |
| Jaar | Winnaar (gemiddelde in finale) | T    | Sets          | Runner-up (gemiddelde in finale) | Sponsors              | Totaal     | Winnaar    | Runner-up  | Plaats                                      |
| ---- | ------------------------------ | ---- | ------------- | -------------------------------- | --------------------- | ---------- | ---------- | ---------- | ------------------------------------------- |
| 1978 | Leighton Rees (92,40)          | 1ste | 11 – 7 (legs) | John Lowe (89,40)                | Embassy               | £ 10.500   | £ 3.000    | £ 1.500    | Heart of the Midlands Club Nottingham       |
| 1979 | John Lowe (87,42)              | 1ste | 5 – 0         | Leighton Rees (76,62)            | Embassy               | £ 15.000   | £ 4.500    | £ 2.000    | Jollees Cabaret Club Stoke-on-Trent         |
| 1980 | Eric Bristow (88,10)           | 1ste | 5 – 3         | Bobby George (86,49)             | Embassy               | £ 15.000   | £ 4.500    | £ 2.000    | Jollees Cabaret Club Stoke-on-Trent         |
| 1981 | Eric Bristow (86,10)           | 2de  | 5 – 3         | John Lowe (81,00)                | Embassy               | £ 23.300   | £ 5.500    | £ 2.500    | Jollees Cabaret Club Stoke-on-Trent         |
| 1982 | Jocky Wilson (88,10)           | 1ste | 5 – 3         | John Lowe (84,30)                | Embassy               | £ 28.000   | £ 6.500    | £ 3.000    | Jollees Cabaret Club Stoke-on-Trent         |
| 1983 | Keith Deller (90,00)           | 1ste | 6 – 5         | Eric Bristow (93,90)             | Embassy               | £ 33.050   | £ 8.000    | £ 3.500    | Jollees Cabaret Club Stoke-on-Trent         |
| 1984 | Eric Bristow (97,50)           | 3de  | 7 – 1         | Dave Whitcombe (90,60)           | Embassy               | £ 38.500   | £ 9.000    | £ 4.000    | Jollees Cabaret Club Stoke-on-Trent         |
| 1985 | Eric Bristow (97,50)           | 4de  | 6 – 2         | John Lowe (93,12)                | Embassy               | £ 43.000   | £ 10.000   | £ 5.000    | Jollees Cabaret Club Stoke-on-Trent         |
| 1986 | Eric Bristow (94,47)           | 5de  | 6 – 0         | Dave Whitcombe (90,45)           | Embassy               | £ 52.500   | £ 12.000   | £ 6.000    | Lakeside Country Club Frimley Green, Surrey |
| 1987 | John Lowe (90,63)              | 2de  | 6 – 4         | Eric Bristow (94,29)             | Embassy               | £ 60.300   | £ 14.000   | £ 7.000    | Lakeside Country Club Frimley Green, Surrey |
| 1988 | Bob Anderson (92,70)           | 1ste | 6 – 4         | John Lowe (92,07)                | Embassy               | £ 71.600   | £ 16.000   | £ 8.000    | Lakeside Country Club Frimley Green, Surrey |
| 1989 | Jocky Wilson (94,32)           | 2de  | 6 – 4         | Eric Bristow (90,66)             | Embassy               | £ 86.900   | £ 20.000   | £ 10.000   | Lakeside Country Club Frimley Green, Surrey |
| 1990 | Phil Taylor (97,47)            | 1ste | 6 – 1         | Eric Bristow (93,00)             | Embassy               | £ 153.200  | £ 24.000   | £ 12.000   | Lakeside Country Club Frimley Green, Surrey |
| 1991 | Dennis Priestley (92,57)       | 1ste | 6 – 0         | Eric Bristow (84,15)             | Embassy               | £ 110.500  | £ 26.000   | £ 13.000   | Lakeside Country Club Frimley Green, Surrey |
| 1992 | Phil Taylor (97,59)            | 2de  | 6 – 5         | Mike Gregory (96,52)             | Embassy               | £ 119.500  | £ 28.000   | £ 14.000   | Lakeside Country Club Frimley Green, Surrey |
| 1993 | John Lowe (83,97)              | 3de  | 6 – 3         | Alan Warriner-Little (82,32)     | Embassy               | £ 128.500  | £ 30.000   | £ 15.000   | Lakeside Country Club Frimley Green, Surrey |
| 1994 | John Part (82,44)              | 1ste | 6 – 0         | Bobby George (80,31)             | Embassy               | £ 136.100  | £ 32.000   | £ 16.000   | Lakeside Country Club Frimley Green, Surrey |
| 1995 | Richie Burnett (93,63)         | 1ste | 6 – 3         | Raymond van Barneveld (91,23)    | Embassy               | £ 143.000  | £ 34.000   | £ 17.000   | Lakeside Country Club Frimley Green, Surrey |
| 1996 | Steve Beaton (90,27)           | 1ste | 6 – 3         | Richie Burnett (88,05)           | Embassy               | £ 150.000  | £ 36.000   | £ 18.000   | Lakeside Country Club Frimley Green, Surrey |
| 1997 | Les Wallace (92,19)            | 1ste | 6 – 3         | Marshall James (92,01)           | Embassy               | £ 158.000  | £ 38.000   | £ 19.000   | Lakeside Country Club Frimley Green, Surrey |
| 1998 | Raymond van Barneveld (93,96)  | 1ste | 6 – 5         | Richie Burnett (97,14)           | Embassy               | £ 166.000  | £ 40.000   | £ 20.000   | Lakeside Country Club Frimley Green, Surrey |
| 1999 | Raymond van Barneveld (94,65)  | 2de  | 6 – 5         | Ronnie Baxter (94,65)            | Embassy               | £ 174.000  | £ 42.000   | £ 21.000   | Lakeside Country Club Frimley Green, Surrey |
| 2000 | Ted Hankey (92,40)             | 1ste | 6 – 0         | Ronnie Baxter (88,35)            | Embassy               | £ 182.000  | £ 42.000   | £ 21.000   | Lakeside Country Club Frimley Green, Surrey |
| 2001 | John Walton (95,55)            | 1ste | 6 – 2         | Ted Hankey (94,86)               | Embassy               | £ 189.000  | £ 46.000   | £ 23.000   | Lakeside Country Club Frimley Green, Surrey |
| 2002 | Tony David (93,57)             | 1ste | 6 – 4         | Mervyn King (89,67)              | Embassy               | £ 197.000  | £ 48.000   | £ 24.000   | Lakeside Country Club Frimley Green, Surrey |
| 2003 | Raymond van Barneveld (94,86)  | 3de  | 6 – 3         | Ritchie Davies (90,66)           | Embassy               | £ 205.000  | £ 50.000   | £ 25.000   | Lakeside Country Club Frimley Green, Surrey |
| 2004 | Andy Fordham (97,08)           | 1ste | 6 – 3         | Mervyn King (91,02)              | Lakeside Country Club | £ 201.000  | £ 50.000   | £ 25.000   | Lakeside Country Club Frimley Green, Surrey |
| 2005 | Raymond van Barneveld (96,78)  | 4de  | 6 – 2         | Martin Adams (91,35)             | Lakeside Country Club | £ 201.000  | £ 50.000   | £ 25.000   | Lakeside Country Club Frimley Green, Surrey |
| 2006 | Jelle Klaasen (90,42)          | 1ste | 7 – 5         | Raymond van Barneveld (93,06)    | Lakeside Country Club | £ 211.000  | £ 60.000   | £ 25.000   | Lakeside Country Club Frimley Green, Surrey |
| 2007 | Martin Adams (90,30)           | 1ste | 7 – 6         | Phill Nixon (87,09)              | Lakeside Country Club | £ 226.000  | £ 70.000   | £ 30.000   | Lakeside Country Club Frimley Green, Surrey |
| 2008 | Mark Webster (92,07)           | 1ste | 7 – 5         | Simon Whitlock (93,92)           | Lakeside Country Club | £ 246.000  | £ 85.000   | £ 30.000   | Lakeside Country Club Frimley Green, Surrey |
| 2009 | Ted Hankey (91,46)             | 2de  | 7 – 6         | Tony O'Shea (90,54)              | Lakeside Country Club | £ 256.000  | £ 95.000   | £ 30.000   | Lakeside Country Club Frimley Green, Surrey |
| 2010 | Martin Adams (95,01)           | 2de  | 7 – 5         | Dave Chisnall (93,42)            | Lakeside Country Club | £ 261.000  | £ 100.000  | £ 30.000   | Lakeside Country Club Frimley Green, Surrey |
| 2011 | Martin Adams (92,13)           | 3de  | 7 – 5         | Dean Winstanley (89,08)          | Lakeside Country Club | £ 261.000  | £ 100.000  | £ 30.000   | Lakeside Country Club Frimley Green, Surrey |
| 2012 | Christian Kist (90,00)         | 1ste | 7 – 5         | Tony O'Shea (87,78)              | Lakeside Country Club | £ 258.000  | £ 100.000  | £ 30.000   | Lakeside Country Club Frimley Green, Surrey |
| 2013 | Scott Waites (86,43)           | 1ste | 7 – 1         | Tony O'Shea (81,90)              | Lakeside Country Club | £ 258.000  | £ 100.000  | £ 30.000   | Lakeside Country Club Frimley Green, Surrey |
| 2014 | Stephen Bunting (96,18)        | 1ste | 7 – 4         | Alan Norris (92,19)              | Lakeside Country Club | £ 300.000  | £ 100.000  | £ 35.000   | Lakeside Country Club Frimley Green, Surrey |
| 2015 | Scott Mitchell (92,61)         | 1ste | 7 – 6         | Martin Adams (92,55)             | Lakeside Country Club | £ 300.000  | £ 100.000  | £ 35.000   | Lakeside Country Club Frimley Green, Surrey |
| 2016 | Scott Waites (92,61)           | 2de  | 7 – 1         | Jeff Smith (92,55)               | Lakeside Country Club | £ 300.000  | £ 100.000  | £ 35.000   | Lakeside Country Club Frimley Green, Surrey |
| 2017 | Glen Durrant (93,48)           | 1ste | 7 – 3         | Danny Noppert (93,30)            | Lakeside Country Club | £ 300.000  | £ 100.000  | £ 35.000   | Lakeside Country Club Frimley Green, Surrey |
| 2018 | Glen Durrant (93,97)           | 2de  | 7 – 6         | Mark McGeeney (86,31)            | Lakeside Country Club | £ 300.000  | £ 100.000  | £ 35.000   | Lakeside Country Club Frimley Green, Surrey |
| 2019 | Glen Durrant (95,19)           | 3de  | 7 – 3         | Scott Waites (91,38)             | Lakeside Country Club | £ 300.000  | £ 100.000  | £ 35.000   | Lakeside Country Club Frimley Green, Surrey |
| 2020 | Wayne Warren (93,59)           | 1ste | 7 – 4         | Jim Williams (94,53)             | BDO                   | £ 127.000  | £ 23.000   | £ 10.000   | indigo at The O2, O2 Arena, Londen          |

## Finalisten mannen
| Speler                | Gewonnen | Runner-up |
| --------------------- | -------- | --------- |
| Eric Bristow          | 5        | 5         |
| Raymond van Barneveld | 4        | 2         |
| John Lowe             | 3        | 5         |
| Martin Adams          | 3        | 2         |
| Glen Durrant          | 3        | 0         |
| Ted Hankey            | 2        | 1         |
| Scott Waites          | 2        | 1         |
| Jocky Wilson          | 2        | 0         |
| Phil Taylor           | 2        | 0         |
| Richie Burnett        | 1        | 2         |
| Leighton Rees         | 1        | 1         |
| John Walton           | 1        | 0         |
| Keith Deller          | 1        | 0         |
| Bob Anderson          | 1        | 0         |
| Dennis Priestley      | 1        | 0         |
| John Part             | 1        | 0         |
| Steve Beaton          | 1        | 0         |
| Les Wallace           | 1        | 0         |
| Tony David            | 1        | 0         |
| Andy Fordham          | 1        | 0         |
| Jelle Klaasen         | 1        | 0         |
| Mark Webster          | 1        | 0         |
| Christian Kist        | 1        | 0         |
| Stephen Bunting       | 1        | 0         |
| Scott Mitchell        | 1        | 0         |
| Wayne Warren          | 1        | 0         |
| Tony O'Shea           | 0        | 3         |
| Bobby George          | 0        | 2         |
| Dave Whitcombe        | 0        | 2         |
| Mervyn King           | 0        | 2         |
| Ronnie Baxter         | 0        | 2         |
| Mike Gregory          | 0        | 1         |
| Alan Warriner-Little  | 0        | 1         |
| Marshall James        | 0        | 1         |
| Ritchie Davies        | 0        | 1         |
| Phill Nixon           | 0        | 1         |
| Simon Whitlock        | 0        | 1         |
| Dave Chisnall         | 0        | 1         |
| Alan Norris           | 0        | 1         |
| Dean Winstanley       | 0        | 1         |
| Jeff Smith            | 0        | 1         |
| Danny Noppert         | 0        | 1         |
| Mark McGeeney         | 0        | 1         |
| Jim Williams          | 0        | 1         |

## Nine-dart finishes
| Speler   | Jaar | Ronde    | Resultaat | Tegenstander |
| -------- | ---- | -------- | --------- | ------------ |
| Paul Lim | 1990 | 2e ronde | Gewonnen  | Jack McKenna |

## Finales vrouwen
| Jaar | Winnaar (gemiddelde in finale) | T    | Sets  | Runner-up (gemiddelde in finale) | Sponsors              | Prijzenpot | Prijzenpot | Prijzenpot | Plaats                                      |
| Jaar | Winnaar (gemiddelde in finale) | T    | Sets  | Runner-up (gemiddelde in finale) | Sponsors              | Totaal     | Winnaar    | Runner-up  | Plaats                                      |
| ---- | ------------------------------ | ---- | ----- | -------------------------------- | --------------------- | ---------- | ---------- | ---------- | ------------------------------------------- |
| 2001 | Trina Gulliver (83,97)         | 1ste | 2 – 1 | Mandy Solomons (79,11)           | Embassy               | £ 6.000    | £ 4.000    | £ 2.000    | Lakeside Country Club Frimley Green, Surrey |
| 2002 | Trina Gulliver (84,36)         | 2de  | 2 – 1 | Francis Hoenselaar (82,95)       | Embassy               | £ 8.000    | £ 4.000    | £ 2.000    | Lakeside Country Club Frimley Green, Surrey |
| 2003 | Trina Gulliver (84,93)         | 3de  | 2 – 0 | Anne Kirk (70,20)                | Embassy               | £ 10.000   | £ 4.000    | £ 2.000    | Lakeside Country Club Frimley Green, Surrey |
| 2004 | Trina Gulliver (87,03)         | 4de  | 2 – 0 | Francis Hoenselaar (85,44)       | Lakeside Country Club | £ 10.000   | £ 4.000    | £ 2.000    | Lakeside Country Club Frimley Green, Surrey |
| 2005 | Trina Gulliver (79,68)         | 5de  | 2 – 0 | Francis Hoenselaar (73,89)       | Lakeside Country Club | £ 10.000   | £ 4.000    | £ 2.000    | Lakeside Country Club Frimley Green, Surrey |
| 2006 | Trina Gulliver (73,80)         | 6de  | 2 – 0 | Francis Hoenselaar (70,26)       | Lakeside Country Club | £ 12.000   | £ 6.000    | £ 2.000    | Lakeside Country Club Frimley Green, Surrey |
| 2007 | Trina Gulliver (80,61)         | 7de  | 2 – 1 | Francis Hoenselaar (79,23)       | Lakeside Country Club | £ 12.000   | £ 6.000    | £ 2.000    | Lakeside Country Club Frimley Green, Surrey |
| 2008 | Anastasia Dobromyslova (81,54) | 1ste | 2 – 0 | Trina Gulliver (71,64)           | Lakeside Country Club | £ 12.000   | £ 6.000    | £ 2.000    | Lakeside Country Club Frimley Green, Surrey |
| 2009 | Francis Hoenselaar (77,39)     | 1ste | 2 – 1 | Trina Gulliver (75,19)           | Lakeside Country Club | £ 12.000   | £ 6.000    | £ 2.000    | Lakeside Country Club Frimley Green, Surrey |
| 2010 | Trina Gulliver (80,52)         | 8ste | 2 – 0 | Rhian Edwards (68,25)            | Lakeside Country Club | £ 12.000   | £ 6.000    | £ 2.000    | Lakeside Country Club Frimley Green, Surrey |
| 2011 | Trina Gulliver (73,95)         | 9de  | 2 – 0 | Rhian Edwards (73,86)            | Lakeside Country Club | £ 16.000   | £ 10.000   | £ 2.000    | Lakeside Country Club Frimley Green, Surrey |
| 2012 | Anastasia Dobromyslova (73,95) | 2de  | 2 – 1 | Deta Hedman (74,13)              | Lakeside Country Club | £ 16.000   | £ 10.000   | £ 2.000    | Lakeside Country Club Frimley Green, Surrey |
| 2013 | Anastasia Dobromyslova (82,29) | 3de  | 2 – 1 | Lisa Ashton (80,40)              | Lakeside Country Club | £ 16.000   | £ 10.000   | £ 2.000    | Lakeside Country Club Frimley Green, Surrey |
| 2014 | Lisa Ashton (84,81)            | 1ste | 3 – 2 | Deta Hedman (77,79)              | Lakeside Country Club | £ 12.000   | £ 5.000    | £ 2.000    | Lakeside Country Club Frimley Green, Surrey |
| 2015 | Lisa Ashton (83,22)            | 2de  | 3 – 1 | Fallon Sherrock (83,76)          | Lakeside Country Club | £ 12.000   | £ 5.000    | £ 2.000    | Lakeside Country Club Frimley Green, Surrey |
| 2016 | Trina Gulliver (72,93)         | 10de | 3 – 2 | Deta Hedman (75,51)              | Lakeside Country Club | £ 12.000   | £ 5.000    | £ 2.000    | Lakeside Country Club Frimley Green, Surrey |
| 2017 | Lisa Ashton (81,81)            | 3de  | 3 – 0 | Corrine Hammond (73,53)          | Lakeside Country Club | £ 12.000   | £ 5.000    | £ 2.000    | Lakeside Country Club Frimley Green, Surrey |
| 2018 | Lisa Ashton (89,80)            | 4de  | 3 – 1 | Anastasia Dobromyslova (81,83)   | Lakeside Country Club | £ 12.000   | £ 5.000    | £ 2.000    | Lakeside Country Club Frimley Green, Surrey |
| 2019 | Mikuru Suzuki (90,12)          | 1ste | 3 – 0 | Lorraine Winstanley (78,82)      | Lakeside Country Club | £ 12.000   | £ 5.000    | £ 2.000    | Lakeside Country Club Frimley Green, Surrey |
| 2020 | Mikuru Suzuki (83,39)          | 2de  | 3 – 0 | Lisa Ashton (85,00)              | BDO                   | £ 26.500   | £ 10.000   | £ 4.500    | indigo at The O2, O2 Arena, Londen          |

## Finalisten vrouwen
| Speler                 | Gewonnen | Runner-up |
| ---------------------- | -------- | --------- |
| Trina Gulliver         | 10       | 2         |
| Lisa Ashton            | 4        | 2         |
| Anastasia Dobromyslova | 3        | 1         |
| Mikuru Suzuki          | 2        | 0         |
| Francis Hoenselaar     | 1        | 5         |
| Deta Hedman            | 0        | 3         |
| Rhian Edwards          | 0        | 2         |
| Mandy Solomons         | 0        | 1         |
| Anne Kirk              | 0        | 1         |
| Fallon Sherrock        | 0        | 1         |
| Corrine Hammond        | 0        | 1         |
| Lorraine Winstanley    | 0        | 1         |

## Finales jeugd
| Jaar | Winnaar (gemiddelde in finale) | T    | Sets  | Runner-up (gemiddelde in finale) | Sponsors              | Plaats                                      |
| ---- | ------------------------------ | ---- | ----- | -------------------------------- | --------------------- | ------------------------------------------- |
| 1986 | Mark Day                       | 1ste | 3 – 1 | Lee Woodrow                      | Lakeside Country Club | Lakeside Country Club Frimley Green, Surrey |
| 1987 | Rowan Barry                    | 1ste | 3 – 2 | Harith Lim                       | Lakeside Country Club | Lakeside Country Club Frimley Green, Surrey |
| 2015 | Colin Roelofs (76,41)          | 1ste | 3 – 0 | Harry Ward (70,68)               | Lakeside Country Club | Lakeside Country Club Frimley Green, Surrey |
| 2016 | Joshua Richardson (75,09)      | 1ste | 3 – 2 | Jordan Boyce (69,63)             | Lakeside Country Club | Lakeside Country Club Frimley Green, Surrey |
| 2017 | Justin van Tergouw (88,20)     | 1ste | 3 – 0 | Nathan Girvan (74,55)            | Lakeside Country Club | Lakeside Country Club Frimley Green, Surrey |
| 2018 | Justin van Tergouw (93,04)     | 2de  | 3 – 1 | Killian Heffernan (82,29)        | Lakeside Country Club | Lakeside Country Club Frimley Green, Surrey |
| 2019 | Leighton Bennett (86,65)       | 1ste | 3 – 0 | Nathan Girvan (76,56)            | Lakeside Country Club | Lakeside Country Club Frimley Green, Surrey |
| 2020 | Keane Barry (90,54)            | 1ste | 3 – 0 | Leighton Bennett (84,24)         | BDO                   | indigo at The O2, O2 Arena, Londen          |

## Finalisten jeugd
| Speler             | Gewonnen | Runner-up |
| ------------------ | -------- | --------- |
| Justin van Tergouw | 2        | 0         |
| Colin Roelofs      | 1        | 0         |
| Joshua Richardson  | 1        | 0         |
| Leighton Bennett   | 1        | 1         |
| Keane Barry        | 1        | 0         |
| Harry Ward         | 0        | 1         |
| Jordan Boyce       | 0        | 1         |
| Killian Heffernan  | 0        | 1         |
| Nathan Girvan      | 0        | 2         |